# Wade (Maine)
Wade – miasto w Stanach Zjednoczonych, w stanie Maine, w hrabstwie Aroostook.